# Hugo Bernatzik
Hugo Bernatzik (Vienne, 26 mars 1897-Vienne, 9 mars 1953) est un anthropologue et photographe autrichien, fondateur du concept d'anthropologie alternative. 

## Biographie
Fils d'Edmund Bernatzik (1854-1919), un professeur de droit public à l'Université de Vienne et membre de la Chambre des Pairs, il rejoint, en 1915, l'armée austro-hongroise et sert en Albanie. En 1920, il arrête ses études de médecine pour des raisons financières et devient homme d'affaires. Après la mort prématurée de sa première épouse Margarete Ast (1904-1924), il entreprend de nombreux voyages et des expéditions photographiques : l'Espagne et le nord-ouest de l'Afrique en 1924, l'Égypte et la Somalie en 1925, le Soudan anglo-égyptien en 1927, la Roumanie et l' Albanie entre 1926 et 1930, la Guinée portugaise en 1930-1931 (avec Bernhard Struck du Musée d'Ethnologie de Dresde), aux Îles Salomon britanniques, en Nouvelle-Guinée britannique, à Bali en 1932-1933, en Laponie suédoise en 1934, en Birmanie, Thaïlande et  Indochine française (Vietnam, Laos, Cambodge) en 1936-1937 ou encore au Maroc en 1949-1950. Il fait alors de la photographie sa profession. 
Bernatzik finance les frais de ses voyages en écrivant des récits, en publiant des couvertures de photo, en donnant des conférences publiques de diapositives et en vendant des collections pour les musées ethnologiques d'Allemagne et de Suisse. Son activité journalistique et ses photographies exceptionnelles de personnes étrangères deviennent célèbres. Elles représentent les hommes du monde entier dont des populations tribales isolées considérées comme menacées. En ce qui concerne les politiques coloniales, Bernatzik fait valoir que les administrateurs coloniaux devraient prendre les coutumes, le mode de vie et l'environnement tribal en compte.
En 1927, il épouse Emmy Winkler (1904-1977), une étudiante en psychologie à Vienne, qui devient son assistante et son compagnon de voyage. À partir de 1930, il étudie l'ethnologie, l'anthropologie et la géographie à l'Université de Vienne et obtient un doctorat, en 1932, avec une Monographie de la Kassanga. En juin 1935, il demande son habilitation postdoctorale à l'Université de Graz basée sur ses recherches sur  Le développement de l'enfant à Owa Raha dans les îles Salomon. Il en reçoit la confirmation par le ministère fédéral autrichien, en mai 1936, à Rangoon. Au début de 1939, il est ainsi nommé à l'Institut de géographie de l' Université de Graz. Ses plans d'expédition au Yunnan sont interrompues par l'attaque de la Pologne en septembre 1939 par Hitler.
Les positions de Bernatzik pendant le Troisième Reich et de la Seconde Guerre mondiale ne sont pas claires. Au début de la guerre, il est recruté dans les forces armées et stationne à Wiener Neustadt comme responsable de la formation pour la défense aérienne. Cependant, en opposition explicite à la guerre, il tente tout son possible pour être libéré de ce service, afin de publier un manuel sur l'Afrique. Ce projet a été conçu pour donner aux officiers coloniaux et aux colons européens une connaissance de base sur les pays et leur peuple. Il a été commandé par le Bureau NSDAP de politique coloniale dont le chef, Franz Ritter von Epp avait été général en Afrique au cours de la Première Guerre mondiale. Impressionné par le travail de Bernatzik, Ritter von Epp lui fournit plusieurs recommandations au cours de la guerre pour que le Manuel de l'Afrique soit classé en tant que matériel de guerre stratégique, en dépit du fait que les autorités de Berlin avaient rapidement perdu tout intérêt pour la « question coloniale ». 
Cependant, aucune des expéditions de Bernatzik n'est en relation avec la politique coloniale allemande. Les destinations, les données et ses intérêts de recherche le démontrent. Pendant la guerre, Bernatzik travaille aussi sur l'achèvement de sa publication la plus importante, une monographie de Akha et Miao. Entre 1940 et 1942, il voyage à plusieurs reprises à Paris alors sous occupation et coopère avec les ethnologues français pour accéder à des archives coloniales. Il essaye alors d'aider ses collègues persécutés du Musée de l'Homme. Malheureusement, les deux manuscrits achevés, le Manuel de l'Afrique et La monographie de Akha et Miao, sont détruits par le bombardement du Bibliographisches Institut de Leipzig en décembre 1943. En outre, tous les négatifs de ses archives photographiques ont brûlé en 1944, après un bombardement d'une station de chemin de fer. Néanmoins, Bernatzik parvient à publier Handbook of Afrika et Akha and Miao en 1947. 
Contrairement aux affirmations qui ont prétendu que Bernatzik avait été un des premiers membres de la NSDAP, sa correspondance et les documents le concernant étalés de 1923 à 1944, accessibles à la Bibliothèque de Vienne, prouvent qu'il a rejoint le NSDAP le 1er mai 1938. Bernatzik a alors utilisé un certificat manipulé se référant à des services présumés fournis pour le parti depuis 1933. Cette lettre a été attestée par un ancien collègue de l'école, qui était devenu un responsable du parti. Néanmoins, le travail de Bernatzik, ses recherches et ses prises de position manifeste ne démontrent aucune affinité quelle que ce soit avec l'idéologie du parti nazi. Il a, par contre, fréquenté de nombreux membres nazis mais, selon certains chercheurs, son comportement était inévitable pour pouvoir poursuivre son travail et pour se défendre contre diverses dénonciations, à laquelle il était exposé. Comme ethnologue, photographe et journaliste indépendant, la seule possibilité pour lui d'échapper aux contraintes du régime aurait été l'exil.
Hugo Bernatzik vivait avec sa famille à Heiligenstadt dans une villa commandée par son père en 1911 et construite par l'architecte Josef Hoffmann et équipée par les artistes de la Wiener Werkstätte. Il meurt en 1953 des suites d'une maladie tropicale, à l'âge de 56 ans. 
Ses photographiques sont conservées à Vienne à l'Institut photographique Bonartes.

## Publications
- Zwischen weissem Nil und Belgisch-Kongo, L. W. Seidel & Sohn, Vienne, 1929.
- Gari-Gari, The Call of the African Wilderness, Londres, Constabel & Co. 1936 (New York: H. Holt & Co, 1936 ; Vienne: L.W. Seidel & Sohn 1930).
- Albanien. Das Land der Schkipetaren, 204 photographies, L.W. Vienne, Seidel & Sohn, 1930.
- The Dark Continent, Afrika, Londres, The Studio Ltd, 1931 (New York: B. Westermann, 1931 ; Berlin: Atlantis, 1930).
- Geheimnisvolle Inseln Tropenafrikas. Das Reich der Bidyogo auf den Bissagos Inseln, Wasmuth, Berlin-Zürich, 1933
- Äthiopen des Westens. Portugiesisch Guinea, 2 vols., 378 photos, avec Bernhard Struck, L.W. Seidel & Sohn, Vienne, 1933.
- Südsee. Travels in the South Sea, Londres, Constable & Co., 1935 (New York: H. Holt &  Co, 1935 ; Leipzig: Bibliographisches Institut, 1934).
- Lapland, Overland with the Nomad Lapps, Londres, Constabel & Co. 1938 (New York: R.M. McBride & Co, 1938 ; Vienne: L.W. Seidel & Sohn 1935,).
- Owa Raha, Wien-Leipzig-Olten: Bernina Verlag, 1936.
- The Spirits of the Yellow Leaves, avec Emmy Bernatzik, Londres, R. Hale, 1956. (Munich: Bertelsmann, 1938).
- Akha and Miao, Problems of Applied Ethnography in Farther India, 763 pp., New Haven: Human Relation Area Files, 1970. (2 vols., 568 pp., 108 ph., Innsbruck: Wagner'schen Univ.-Buchdruckerei, 1947).
- Die Große Völkerkunde. Sitten, Gebräuche und Wesen fremder Völker, avec douze collaborateurs, direction éditoriale, 3 vols., Leipzig: Bibliographisches Institut, 1939.
- Die Neue große Völkerkunde. Völker und Kulturen der Erde in Wort und Bild, révisions de l'ouvrage précédent, 3 vols. 1280 ph., 1525 pp., Frankfurt am Main: Herkul, 1954.
- Afrika. Handbuch der angewandten Völkerkunde, 2 vols, avec trente-deux co-auteurs Français, Allemands, Autrichiens, Italiens et Belges, direction éditoriale, Innsbruck: Wagner'schen Univ.- Buchdruckerei, 1947.